# Indonesiens herrlandslag i fotboll
Indonesiens herrlandslag i fotboll representerar Indonesien i fotboll för herrar. Nuvarande förbundskapten är sydkoreanen Shin Tae-yong.

## Historia
Under namnet Nederländska Ostindien spelade de sin första match den 5 maj 1934 under Fjärranösternspelen i Filippinerna, och förlorade med 0-2 mot Kina. De tog sig också till VM 1938 i Frankrike, där de åkte ut i första omgången efter 0-6 mot Ungern.

### Asiatiska mästerskapet

#### 1996
1996 var Indonesiens första turnering. Man spelade bra i första matchen mot Kuwait men fick 2-2. Då hade man lett med 2-0 innan Kuwait hämtade upp sig. Nästa match var man i underläge med 0-4 mot Sydkorea men man gjorde 2-4 och Indonesien förlorade matchen. Nästa match var en 0-2-förlust mot Arabemiraten.

#### 2000
2000 kvalade Indonesien åter igen in men fick nöja sig med en poäng efter 0-0 mot Kuwait i första matchen. Andra matchen förlorade man med 0-4 mot Kina. Tredje matchen föll man med 0-3 mot Sydkorea.

#### 2004
2004 kvalade Indonesien igen till asiatiska cupen. Första matchen var en fin 2-1-seger mot Qatar. Man föll dock i andra matchen med 0-5 mot Kina, men man hade chans att gå vidare om man spelade minst oavgjort i matchen mot Bahrain. Man förlorade ändå med 1-3 och fick nöja sig med en tredjeplats i gruppen.

#### 2007
2007 var Indonesien värd tillsammans med tre andra länder och man gjorde sin hittills bästa insats. I första matchen slog man Bahrain med 2-1. I andra matchen föll man med 1-2 mot Saudiarabien. Man hade nu en chans att gå vidare om matchen mellan Sydkorea och Indonesien slutade med en indonesisk vinst. Oavgjort skulle också räcka om matchen mellan Bahrain och Saudiarabien slutade oavgjort eller en saudiarabisk vinst. Men Sydkorea vann med 0-1 och Saudiarabien slog Bahrain med 4-0 och man kom trea i gruppen.

#### 2023

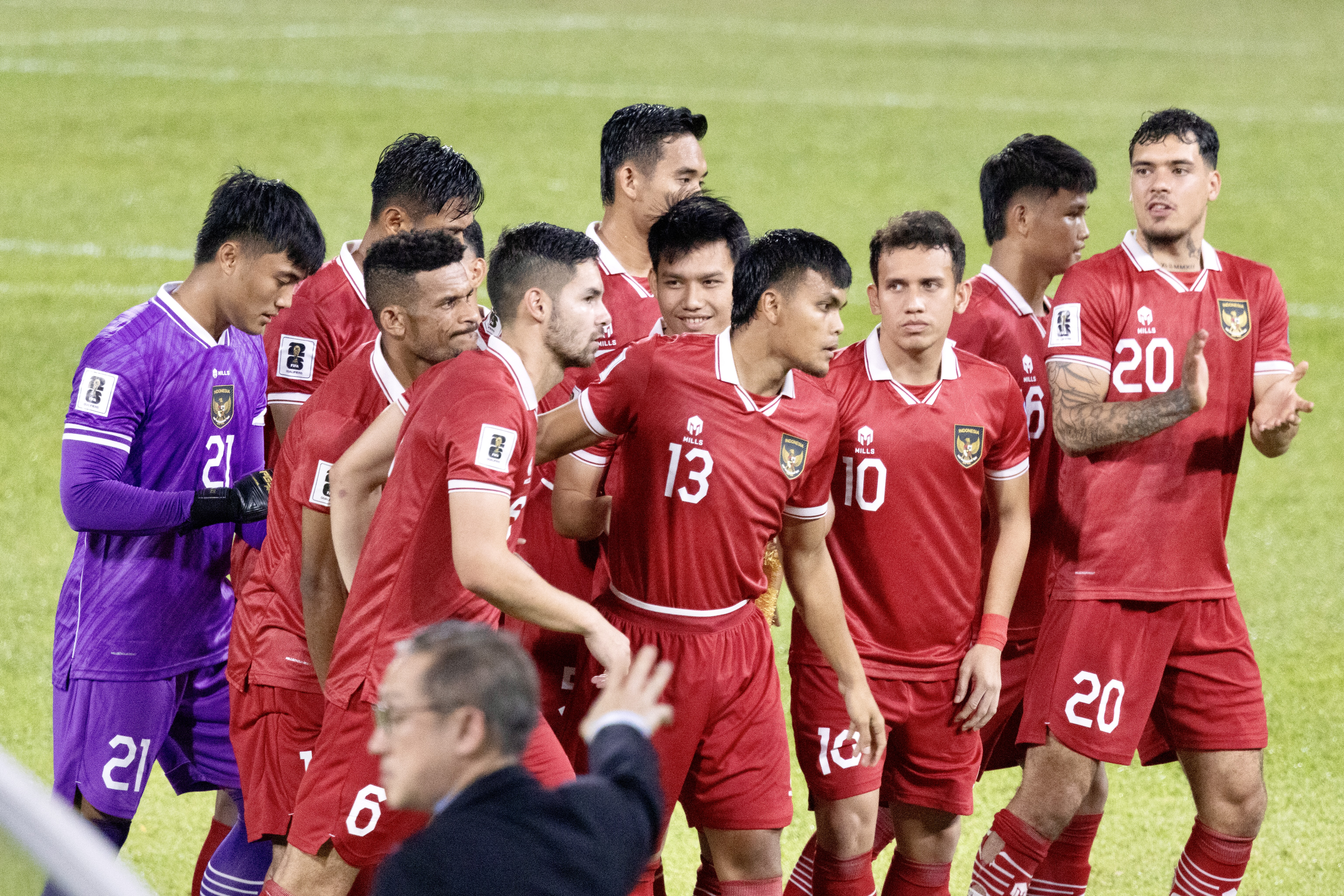
Landslaget firar ett mål mot Brunei 2023.

Indonesien medverkade i sitt första asiatiska mästerskap på sexton år när man kvalade in till 2023 års turnering.